# Charles M. Shelley

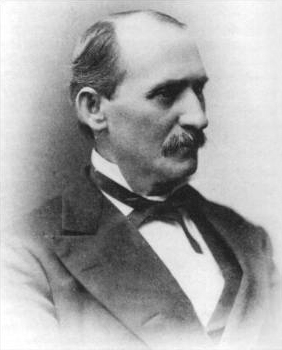
Charles M. Shelley

Charles Miller Shelley (* 28. Dezember 1833 in Sullivan County, Tennessee; † 20. Januar 1907 in Birmingham, Jefferson County, Alabama) war ein US-amerikanischer Architekt, Bauunternehmer und Politiker (Demokratische Partei). Ferner war er Offizier in der Konföderiertenarmee.

## Werdegang
Charles Miller Shelley zog 1836 mit seinen Eltern nach Selma (Alabama). Dort erhielt er eine beschränkte Ausbildung. Er war als Architekt und Bauunternehmer tätig. Nach der Sezession von Alabama trat er im Februar 1861 in die Konföderiertenarmee ein, wo er den Dienstgrad eines Lieutenants bekleidete. Zu Beginn war er in Fort Morgan stationiert, bevor er dem 5. Alabama Regiment zugeteilt wurde. Beim Ende des Amerikanischen Bürgerkrieges bekleidete er den Dienstgrad eines Brigadegenerals.
Shelley wurde in den 45. US-Kongress gewählt und in die drei nachfolgenden US-Kongresse wiedergewählt. Er war im US-Repräsentantenhaus vom 4. März 1877 bis zum 3. März 1881 tätig. Seine Wahl in den 47. US-Kongress wurde von James Q. Smith angefochten, so dass der Sitz bis zum 20. Juli 1882 vakant blieb. Danach wurde er wieder in den US-Kongress gewählt, wo er vom 7. November 1882 bis zum 3. März 1883 tätig. war. Seine Wiederwahl in den 48. US-Kongress wurde von George H. Craig angefochten. Shelley war dieses Mal vom 4. März 1883 bis zum 9. Januar 1885 im US-Repräsentantenhaus tätig. Danach kehrte er nach Birmingham zurück, wo er die Industrie in der Region bis zu seinem Tod 1907 förderte. Er wurde auf dem Oak Hill Cemetery in Talladega (Alabama) beigesetzt.